# Dionisio García Carnero
Dionisio García Carnero (Friera de Valverde, 13 de noviembre de 1954-Oviedo, 16 de julio de 2025) fue un político español del Partido Popular. Fue senador por Zamora en la V legislatura.

## Carrera política
Entre 1987 a 1995, fue teniente de alcalde de Benavente.
Entre 1993 y 2000, y entre 2004 y 2019 fue elegido como senador por Zamora en el Senado.